# Jahrstedt
Jahrstedt este o comună din landul Saxonia-Anhalt, Germania.